# Tabula Rasa (album, Bloodbound)
Tabula Rasa je třetí studiové album švédské powermetalové skupiny Bloodbound. Bylo vydáno 26. dubna 2009 vydavatelstvím Blistering Records. Po jeho vydání kapelu kvůli osobním neshodám již podruhé opustil zpěvák Urban Breed.

## Seznam skladeb
Všechny skladby napsal(i) Urban Breed a Tomas Olsson. 
| Pořadí         | Název                               | Délka |
| -------------- | ----------------------------------- | ----- |
| 1.             | Sweet Dreams of Madness             | 4:34  |
| 2.             | Dominion 5                          | 5:06  |
| 3.             | Take One                            | 4:05  |
| 4.             | Tabula Rasa                         | 3:42  |
| 5.             | Night Touches You                   | 4:18  |
| 6.             | Tabula Rasa Pt. II (Nothing at All) | 3:33  |
| 7.             | Plague Doctor                       | 3:45  |
| 8.             | Master of My Dreams                 | 3:34  |
| 9.             | Twisted Kind of Fate                | 3:45  |
| 10.            | All Rights Reserved                 | 4:32  |
| Celková délka: | Celková délka:                      | 40:54 |

| Bonus  | Bonus                              | Bonus          | Bonus  | Bonus |
| Pořadí | Název                              | Hudba          | Text   | Délka |
| ------ | ---------------------------------- | -------------- | ------ | ----- |
| 11.    | The Crying Kitten (japonská edice) | Pelle Åkerlind | Olsson | 2:53  |
| 12.    | A Year With Bloodbound (video)     |                |        | 11:48 |

## Sestava
- Urban Brees – zpěv, klávesy
- Tomas Olsson – kytara, basa
- Henrik Olsson – kytara
- Fredrick Bergh – klávesy
- Johan Sohlberg – basa
- Pelle Åkerlind – bicí